# Felix Rawitscher
Felix Kurt Rawitscher (* 4. Januar 1890 in Frankfurt am Main; † 18. Dezember 1957 in Freiburg im Breisgau) war ein deutscher Botaniker und Hochschulprofessor in Deutschland und Brasilien.

## Leben
Der Sohn eines Richters besuchte von 1899 bis 1906 das Kaiser-Friedrich-Gymnasium in Frankfurt und studierte an den Universitäten Bonn, Freiburg und Genf Naturwissenschaften bei den Botanikern Eduard Strasburger, Friedrich Oltmanns, Robert Chodat (1865–1934), Hans Kniep und Martin Möbius, den Zoologen August Weismann und Alfred Kühn, dem Chemiker (Botanik), Ludwig Gattermann und dem Mineralogen Carl Alfred Osann.
Nach Abschluss der Dissertation wechselte er an die Universität Leipzig an das Institut von Wilhelm Pfeffer und wurde 1914 Assistent bei Oltmanns an der Universität Freiburg, wo er sich in den folgenden Jahren intensiv mit Algen befasste. 1927 wurde er zum planmäßigen außerordentlichen Professor für forstwissenschaftliche Botanik an der Universität Freiburg ernannt.
Seine wissenschaftliche Arbeit wurde durch die Teilnahme am Ersten Weltkrieg ab 1914 unterbrochen, wo er zuerst in Flandern, später in Russland und zuletzt an der Somme sowie bei Verdun eingesetzt war und schwer verwundet wurde.
Rawitscher war konfessionslos, aber jüdischer Herkunft. 1933 war seine berufliche Existenz daher gefährdet. Als ehemaliger "Frontkämpfer" fiel er jedoch unter die Ausnahmeregelungen des Gesetzes zur Wiederherstellung des Berufsbeamtentums und blieb deshalb zunächst von der Entlassung verschont.
1934 entschloss er sich zur Emigration und nahm die Einladung von Theodoro Ramos an, die botanische Abteilung an der Universität São Paulo zu übernehmen. Am 30. Juni 1934 kam er zusammen mit den Professoren Ernst Bresslau, dem späteren Direktor des Zoologischen Instituts, und Heinrich Rheinboldt, der eine Professur für Chemie an der Universität São Paulo annahm, in Brasilien an.
1952 kehrte Rawitscher nach Deutschland zurück und wurde 1953 erneut zum planmäßigen außerordentlichen Professor an der Universität Freiburg ernannt.
In Anerkennung der "außerordentlichen Verdienste", die Rawitscher der Universität São Paulo geleistet hatte, wurde er 1955 von ihr zum Doktor honoris causa ernannt.
Rawitscher war verheiratet und hatte eine Tochter und einen Sohn, den späteren Physiker George Rawitscher.

## Wissenschaftliches Interesse
Rawitschers Forschung betraf weite Gebiete der Botanik unter Einschluss der Mykologie. So befasste er sich in Freiburg mit Brandpilzen und wurde 1912 mit einer Dissertation zum Thema „Sexualität der Ustilaginaceen“ zum Dr. phil. promoviert. In dieser Arbeit beschrieb Rawitscher erstmals die Kernpaarung in einem Basidiomyceten.
Mit einer weiteren Arbeit zu den Ustilaginaceen habilitiert er sich 1921. Danach forschte er über die Bewegungsphysiologie von Pflanzen, insbesondere von Kletterpflanzen. Zudem belegen Arbeiten zum Nastismus und zur Geotropie seine Forschungen auf diesem Gebiet. 1932 gab er das Lehrbuch „Der Geotropismus der Pflanzen“ heraus und schrieb 1937 in „Botanical Review“ einen zusammenfassenden Artikel über den damaligen Kenntnisstand zum Geotropismus.
In Freiburg befasste er sich mit Vegetationsökologie und fasste seine Forschungsergebnisse in seinem Buch „Die heimische Pflanzenwelt“ zusammenfasste.
Obwohl er nach seiner Ankunft in Brasilien zunächst sein Botanisches Institut aufbauen musste, nahm er seine Forschungen nach und nach wieder auf und berichtete 1937 über die Untersuchungsergebnisse zur Blattsymmetrie und veröffentlichte 1942 und 1943 eine zweibändige Arbeit über pflanzenökologische Probleme unter besonderer Berücksichtigung Süd-Brasiliens, wo er sich im ersten Teil mit dem Einfluss von Temperatur und Wasser, im zweiten Teil mit dem Licht-, Sauerstoff-, Kohlensäurehaushalt sowie mit den Auswirkungen von Wind und Böden auf die Vegetation befasste. Die Ergebnisse seiner Untersuchungen waren nicht nur theoretischer Art, sondern auch von praktischer Bedeutung für Landwirtschaft und Forstwirtschaft in Brasilien.
Um 1950 fokussierte sich das wissenschaftliche Interesse Rawitschers auf ökologische Probleme und so wurde er von der UNESCO zum Vorsitzenden des „International Committee for Tropical Ecology“ ernannt.

## Mitgliedschaften und Ehrungen
- Brasilianische Akademie der Wissenschaften
- Botanische Gesellschaft von Kuba
- Brasilianische Gesellschaft für den Fortschritt der Wissenschaften
- Botanische Gesellschaft Brasiliens (Mitbegründer)
- Brasilianische Geographische Gesellschaft
- Deutsche Botanische Gesellschaft
- Argentinische Gesellschaft für Botanik
- Amerikanische Geographische Gesellschaft
- Brasilianische Gesellschaft für Biologie
- Ehrenmitglied Biologische Gesellschaft von Rio Grande Do Sul
- Doctor honoris causa Universität São Paulo (1955)

## Schriften
- Beiträge zur Kenntnis der Ustilagineen. Freiburg, Univ., Diss. Habil-Schrift (1912).
- Die heimische Pflanzenwelt : in ihren Beziehungen zu Landschaft, Klima und Boden. 238 S. Freiburg i. Br.: Herder (1927).
- Der Geotropismus der Pflanzen. 420 S. Jena Fischer (1932).
- Experiência sôbre a simetria das folhas", Bol. II, Fac. Fil., Ciência e Letras, Botânica 1 (1937).
- Introdução ao estudo da Botânica, la. parte. Elementos básicos de Botânica Geral", Cia. Melhoramentos, São Paulo. 286 S. (1940).
- Problemas de fitoecologia como consideracoes especiais sobre o Brasil Meridional 1 a parte. Bot. Fac. Filos Cienc. Sao Paulo Letr. 28 (3) 3-111 (1942).
- Profundidade dos solos e vegetação em campos cerrados do Brasil meridional. Ac. Brasil. Ciênc. XV (4): 267-294 (1943).
- mit Mercedes Rachid.: Troncos subterraneos de plantas brasileiras. Anais da Academia Brasileira de Ciencias 17:261-280 (1946).
- The water economy of the vegetation of the „campos cerrados“ in southern Brazil. Journal ofEcology, 36: 237–268. (1948).